# 相模外科病院
相模外科病院（さがみげかびょういん）は、かつて日本に存在した病院。神奈川県相模原市南区相模大野1丁目の国道16号正面に開設されていた地上3階建の病院であった。

## 概要
相模外科病院は相模原周辺で最初に建てられた24時間態勢の救急病院であったことや、国道16号の正面にあったため繁盛していた。経営形態としては土地も含めて院長の所有する私立病院であった。院長が亡くなるも相続人が不明で閉院し放置されるようになった。その後に相続人が発見され、解体の上で売却されたという。
1990年代前半に取り壊され、跡地は住宅や駐車場になっている。

## 診療科
- 内科
- 外科
- 整形外科
- 脳神経外科
- 皮膚科
- 肛門科
- 放射線科

など

## 所在地
神奈川県相模原市南区相模大野1丁目の、現在の牛角食べ放題専門店相模大野店（旧かっぱ寿司）の隣に存在した。

## その他
- 救済指定
- 労災指定
- 各種保険取扱